# كورادو بارازوتي
كورادو بارازوتي (بالإيطالية: Corrado Barazzutti)‏ مواليد 19 فبراير 1953 في أوديني، هو لاعب كرة مضرب إيطالي سابق بدأ مسيرته كمحترف سنة 1971 وكان يلعب باليد اليمنى، اعتزل اللعب في 1984. أعلى تصنيف له في الفردي كان المركز الـ 7 في سنة 1978.

## النهائيات

### الفردي (الألقاب 5, الوصافة 8)
| الحصيلة | الرقم | التاريخ        | الدورة                              | الأرضية  | المنافس في النهائي | النتيجة في النهائي      |
| ------- | ----- | -------------- | ----------------------------------- | -------- | ------------------ | ----------------------- |
| الوصافة | 1.    | 2 نوفمبر 1975  | دورة الفلبين الدولية للتنس, مانيلا  | صلبة     | روس كيس            | 3–6, 1–6                |
| الفوز   | 1.    | 11 أبريل 1976  | بطولة نيس المفتوحة للتنس, نيس       | ترابية   | يان كودس           | 6–2, 2–6, 5–7, 7–6, 8–6 |
| الوصافة | 2.    | 10 يوليو 1976  | بطولة السويد المفتوحة للتنس, باشتاد | ترابية   | أنطونيو زوجاريلي   | 6–4, 5–7, 2–6           |
| الوصافة | 3.    | 7 نوفمبر 1976  | بطولة طوكيو للتنس, طوكيو            | صلبة     | روسكو تانر         | 3–6, 2–6                |
| الوصافة | 4.    | 10 أبريل 1977  | مونتي كارلو للماسترز, مونت كارلو    | ترابية   | بيورن بورغ         | 3–6, 5–7, 0–6           |
| الفوز   | 2.    | 25 أبريل 1977  | تشارلوت, تشارلوت                    | سجاد     | إدي دبس            | 7–6, 6–0                |
| الفوز   | 3.    | 9 يوليو 1977   | بطولة السويد المفتوحة للتنس, باشتاد | ترابية   | بلازس تاروكزي      | 7–6, 6–7, 6–2           |
| الفوز   | 4.    | 6 نوفمبر 1977  | باريس للماسترز, باريس               | صلبة (i) | براين غوتفريد      | 7–6, 7–6, 6–7, 3–6, 6–4 |
| الوصافة | 5.    | 30 أبريل 1978  | دورة ألان كينغ, لاس فيغاس           | صلبة     | هارولد سولومون     | 1–6, 0–3, ret.          |
| الوصافة | 6.    | 23 يوليو 1978  | بطولة السويد المفتوحة للتنس, باشتاد | ترابية   | بيورن بورغ         | 1–6, 2–6                |
| الوصافة | 7.    | 23 سبتمبر 1979 | بطولة صقلية الدولية, باليرمو        | ترابية   | بيورن بورغ         | 4–6, 0–6, 4–6           |
| الوصافة | 8.    | 4 نوفمبر 1979  | باريس للماسترز, باريس               | صلبة (i) | هارولد سولومون     | 3–6, 6–2, 3–6, 4–6      |
| الفوز   | 5.    | 9 مارس 1980    | القاهرة, القاهرة                    | ترابية   | باولو برتولوتشي    | 6–4, 6–0                |

## روابط خارجية
- كورادو بارازوتي على موقع رابطة محترفي التنس (الإنجليزية)
- كورادو بارازوتي على موقع الاتحاد الدولي لكرة المضرب (الإنجليزية)
- كورادو بارازوتي على موقع كأس ديفيز (الإنجليزية)
- كورادو بارازوتي على موقع خلاصة التنس.كوم (الإنجليزية)
- كورادو بارازوتي على موقع CONI honoured athlete website (الإيطالية)